# 服部村 (鳥取県)
服部村（はっとりそん）は、鳥取県岩美郡にあった自治体である。1896年（明治29年）3月31日までは岩井郡に属した。

## 概要
現在の鳥取市福部町湯山・福部町海士（あもう）・福部町細川・福部町岩戸に相当する。塩見川とその支流の箭渓川流域に位置し、北は日本海に面した。
服部の名は古代に機織の技をもった服部（はとりべ）に由来するとされ、海士に鎮座する服部神社の祭神が服織神（はとりのかみ）であることから当地に機織りの工匠がいたと推察される。平安時代には服部郷に属し、その後荘園が発達すると服部荘と呼ばれた。藩政時代には鳥取藩領の岩井郡服部庄に属する湯山村・海士村・細川村・岩戸村があった。
細川は但馬往来や岩井往来の宿駅が置かれ、また交通・運輸・通信の面からも要所であった。
岩戸は駟馳山西麓に位置した。元々は細川村の出村であったが享保年間以後年貢高を分けて別村とした。しかし岩戸村として正式に独立したのは明治に入ってからであった。

## 沿革
- 1877年（明治10年）5月22日 - 細川村から岩戸村が分村する[1]。
- 1881年（明治14年）9月12日 - 鳥取県再置。
- 1883年（明治16年）- 栗谷村（後の元塩見村）に置かれた連合戸長役場の管轄区域となる[1]。
- 1889年（明治22年）10月1日 - 町村制施行により、湯山村・海士村・細川村・岩戸村が合併して村制施行し、服部村が発足。旧村名を継承した4大字を編成し、役場を細川村に設置[1]。
- 1896年（明治29年）4月1日 - 郡制の施行により、邑美郡・法美郡・岩井郡の区域をもって岩美郡が発足し、岩美郡服部村となる。
- 1914年（大正3年）10月1日 - 「服部村大字○○村」から大字の「村」を削除し、「服部村大字○○」と改称[3]。
- 1928年（昭和3年）4月1日 - 塩見村と合併して福部村が発足。同日服部村廃止[4]。

## 行政

### 歴代村長
| 氏名         | 就任年月日                 | 退任年月日                 | 出身   | 備考 |
| ------------ | -------------------------- | -------------------------- | ------ | ---- |
| 井手野友衛   | 1889年（明治22年）11月20日 | 1890年（明治23年）9月      | 海士   |      |
| 浜本重次郎   | 1890年（明治23年）9月6日   | 1894年（明治27年）9月5日   | 湯山   |      |
| 前川義治     | 1894年（明治27年）9月21日  | 1896年（明治29年）11月21日 | 湯山   |      |
| 井手野友衛   | 1896年（明治29年）12月11日 | 1897年（明治30年）1月      | 海士   |      |
| 橋本久六     | 1897年（明治30年）1月29日  | 1899年（明治32年）3月4日   | 湯山   |      |
| 浜本重次郎   | 1899年（明治32年）3月27日  | 1906年（明治39年）8月23日  | 湯山   |      |
| 横田定       | 1906年（明治39年）9月7日   | 1909年（明治42年）7月15日  | 鳥取市 |      |
| 井手野芳次郎 | 1909年（明治42年）7月      | 1910年（明治43年）1月10日  | 海士   |      |
| 岸根芳光     | 1910年（明治43年）1月15日  | 1910年（明治43年）1月26日  | 細川   |      |
| 若光喜代蔵   | 1910年（明治43年）3月23日  | 1910年（明治43年）7月31日  | 岩戸   |      |
| 前川義治     | 1910年（明治43年）10月14日 | 1911年（明治44年）12月26日 | 湯山   |      |
| 牧村鈴雄     | 1912年（明治45年）3月18日  | 1914年（大正3年）2月29日   | 鳥取市 |      |
| 井手野芳次郎 | 1914年（大正3年）4月8日    | 1916年（大正5年）11月5日   | 海士   |      |
| 山根多蔵     | 1916年（大正5年）4月       | 不詳                       | 細川   |      |
| 井手野芳次郎 | 1922年（大正11年）6月      | 1928年（昭和3年）3月31日   | 海士   |      |
| 参考文献 -   |                            |                            |        |      |

## 教育
- 服部尋常高等小学校（後に福部小学校となり、現在は鳥取市立福部未来学園）

## 交通
- 最寄りの駅：塩見駅